# Tethina munarii
Tethina munarii är en tvåvingeart som beskrevs av Miguel Carles-Tolrá 1993.
Tethina munarii ingår i släktet Tethina och familjen Canacidae. Artens utbredningsområde är Spanien. Inga underarter finns listade i Catalogue of Life.